# Erythrosuchus africanus
L'eritrosuco (Erythrosuchus africanus Broom, 1905) è un rettile estinto, appartenente agli arcosauriformi. Visse nel Triassico medio (Anisico, circa 245 - 243 milioni di anni fa) e i suoi resti fossili sono stati ritrovati in Africa. 

## Descrizione
Questo animale era uno dei più grandi predatori del suo periodo. Lungo circa 4,5 metri, alto oltre 2 metri e pesante una tonnellata, l'eritrosuco era dotato di una testa enorme che raggiungeva il metro di lunghezza, di forma massiccia e dotata di lunghi denti acuminati e conici. Le zampe massicce e dotate di artigli erano tenute larghe ma quasi perpendicolari rispetto al corpo.
A parte la taglia enorme, Erythrosuchus era di aspetto simile ai suoi più stretti parenti, gli eritrosuchidi. Una delle caratteristiche distintive di questo animale era data dall'osso squamoso, dal margine particolarmente liscio; in altri eritrosuchidi, lo squamoso si proietta all'indietro sul retro del cranio, dando l'aspetto di un uncino. In Erythrosuchus il margine liscio era sprovvisto di tale uncino (Parrish, 1992).

## Classificazione
Erythrosuchus è considerato un membro derivato della famiglia degli eritrosuchidi, un gruppo di arcosauriformi basali tipici del Triassico medio, dalle abitudini terrestri e predatorie.

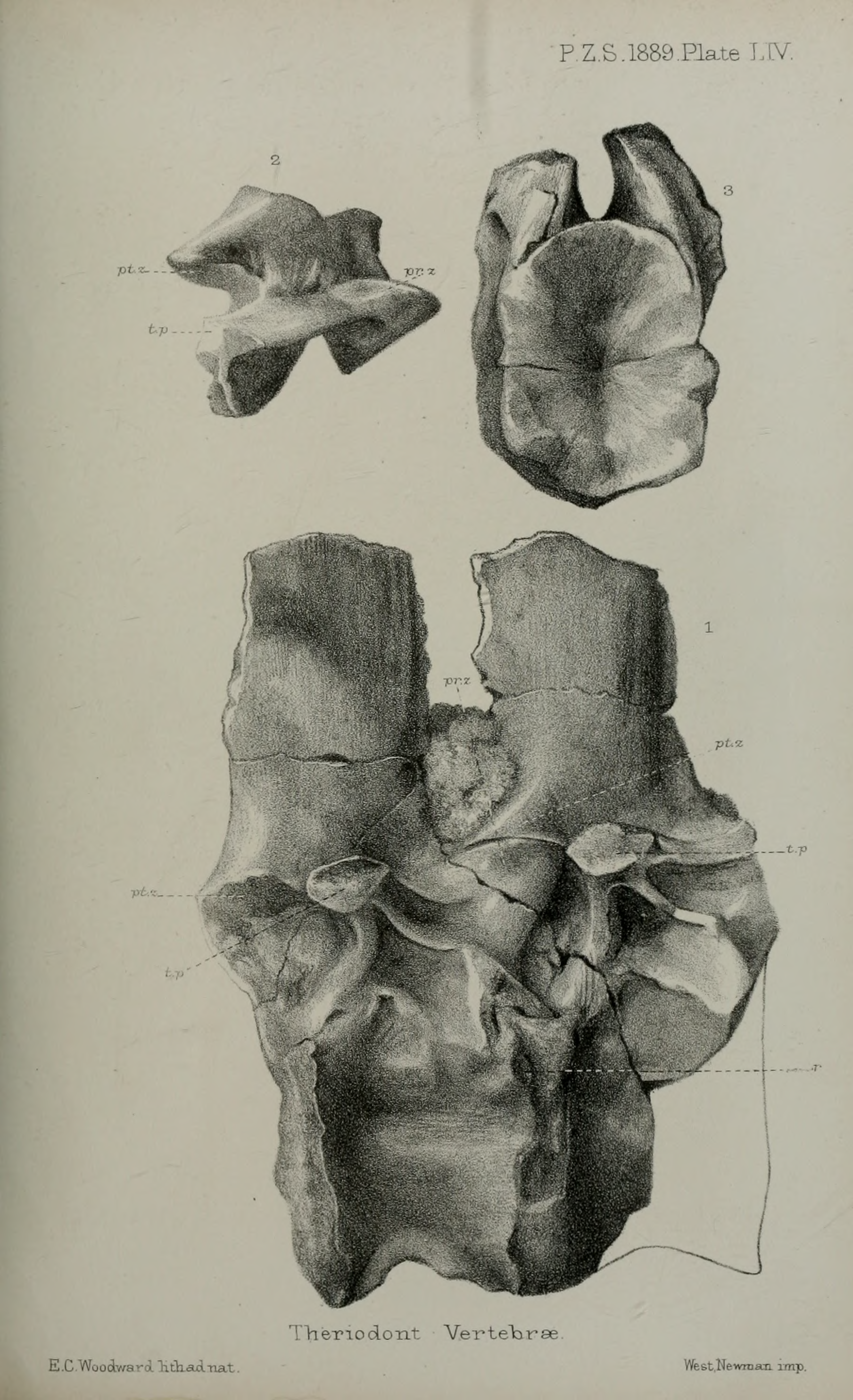
Illustrazione di vertebre di Erythrosuchus africanus

Erythrosuchus africanus venne descritto per la prima volta nel 1905 da Robert Broom, che ne studiò i resti fossili provenienti dal Karroo in Sudafrica ("Zona a Cynognathus"). Questo animale è noto grazie a numerosi esemplari, la maggior parte dei quali sono frammentari. L'olotipo, conosciuto come SAM 905, è scarsamente conservato: di questo esemplare sono noti solo piccoli pezzi di arti, del cinto pettorale e pelvico, del cranio, e alcune vertebre. Una descrizione completa del genere è stata effettuata dal paleontologo tedesco Friedrich von Huene nel 1911. Il materiale fossile servito come base per la descrizione è ora ospitato nel Natural History Museum a Londra. Come l'olotipo, questo materiale è molto frammentario, e alcuni fossili potrebbero persino appartenere allo stesso individuo di SAM 905. Un esemplare, noto come BMNH R 3592, è relativamente più completo, con gran parte dello scheletro postcranico intatto. Altri fossili sono stati ritrovati nella formazione Omingonde in Namibia (Damiani et al., 2007).
Le prime ricostruzioni del cranio di Erythrosuchus africanus lo raffiguravano alto, simile nell'aspetto a quello di Tyrannosaurus. Tuttavia, un cranio completo descritto nel 1963 ha rivelato che la vera forma era meno alta di quanto si pensasse (Hughes, 1963). Questo cranio, noto come BPI 5207 e attualmente parte della collezione del Bernard Price Institute for Palaeontological Research in Sud Africa, ha un muso vagamente appuntito. Le ricostruzioni precedenti mostravano un muso profondo perché le varie ossa craniche, fino a quel momento, non erano mai state ritrovate in connessione anatomica (Parrish, 1992).
La scatola cranica possiede caratteristiche condivise con altri arcosauriformi arcaici. Molte di queste caratteristiche sono considerate plesiomorfiche, o ancestrali, negli arcosauri. Nonostante Erythrosuchus non sia considerato un arcosauro, è comunque ritenuto strettamente legato all'ultimo antenato comune di tutti gli arcosauri (Gower, 1997).
Si pensa che l'ipotetico ultimo antenato comune di tutti gli arcosauri condividesse molte caratteristiche con Erythrosuchus, molte delle quali si trovano nella scatola cranica. Ad esempio, la parte interna della capsula otica (una struttura scheletrica che circonda l'orecchio interno) non è completamente ossificata, così come non lo era il canale per il condotto perilinfatico, ovvero un tubo che conduce alla lagena. Quest'ultima è la parte dell'orecchio interno responsabile dell'udito, ed è nota come coclea nei mammiferi (anche se nei mammiferi è convoluta e non dritta). Erythrosuchus africanus possedeva una breve lagena, come in effetti si ipotizza avesse anche l'ultimo antenato comune degli arcosauri (Gower, 1997).

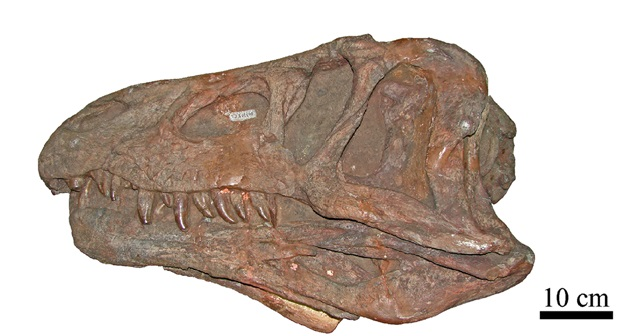
Cranio di Erythrosuchus africanus

Alcune caratteristiche della caviglia di Erythrosuchus suggeriscono che questo animale stava cominciando ad essere digitigrado, e che probabilmente durante la camminata non aveva tutto il piede poggiato a terra. La caviglia è simile a quella di Euparkeria; le caviglie di entrambi questi animali sono più avanzate di quelle di altri arcosauriformi (Cruickshank, 1978).

## Paleoecologia
Come intuibile dalle caratteristiche morfologiche, l'eritrosuco doveva con buona probabilità essere l'ultimo anello della catena alimentare nel Triassico medio sudafricano, prima della comparsa dei dinosauri. Le zampe forti e robuste, poste quasi perpendicolarmente rispetto al corpo, lo denotano come un predatore attivo ed efficiente nonostante la mole, anche se non è improbabile che l'eritrosuco si nutrisse anche di carogne.